# Église orthodoxe russe dans le conflit russo-ukrainien
Les dirigeants de l'Église orthodoxe russe se sont rangés du côté de Moscou lors de l'invasion russe de l'Ukraine. C'est une conséquence de la dépendance à long terme de l'Église orthodoxe russe vis-à-vis de l'État, ainsi que de la politique de verticalisation du pouvoir menée par le patriarche Cyrille de Moscou au sein de cette Église. Depuis le début de l'Invasion de l'Ukraine par la Russie de 2022 le patriarche et d'autres hiérarques ont à plusieurs reprises émis des justifications de la guerre russo-ukrainienne. Cela a mené à une scission au sein de l'Église orthodoxe avec la séparation de l'Église orthodoxe ukrainienne (patriarcat de Moscou) et le transfert de plus de 600 communautés de cette dernière au sein de l'Église orthodoxe d'Ukraine (EOU) ; l'autocéphalie de l'Église orthodoxe de Lettonie; l'autonomie de la métropole de Vilnius et de toute la Lituanie ; la rupture des relations de l'Église orthodoxe russe avec l'Église catholique et le patriarcat œcuménique de Constantinople. Les décisions du chef de l'Église orthodoxe russe ont été publiquement condamnées par de nombreuses personnalités étatiques et religieuses. Le Canada, le Royaume-Uni, la Lituanie et les États-Unis ont imposé des sanctions personnelles au patriarche Cyrille de Moscou.

## Le rôle de l'Église orthodoxe russe dans la militarisation de la société russe

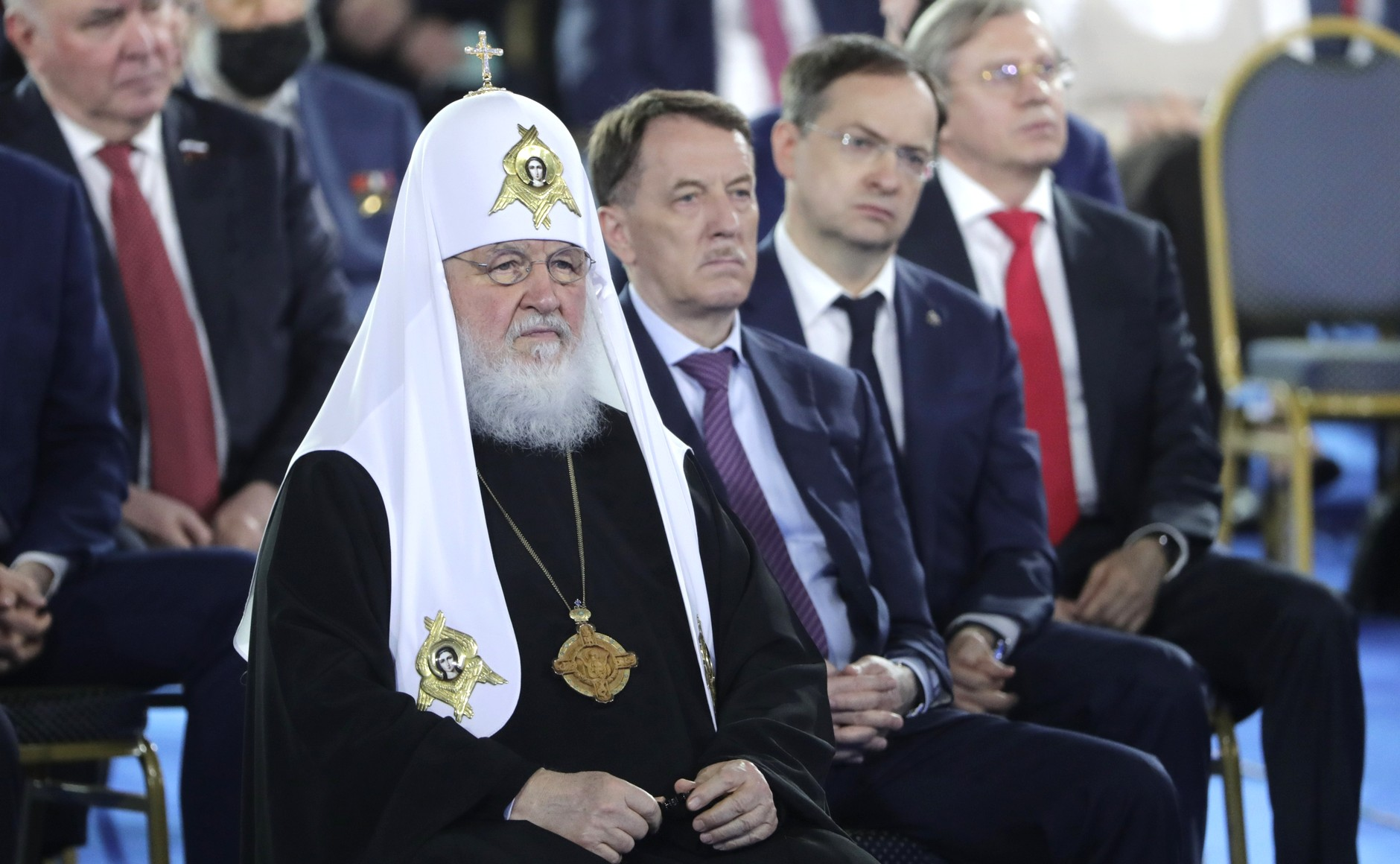
Le patriarche Cyrille de Moscou lors du discours présidentiel à l'Assemblée fédérale en 2021

Pendant les années 1990, l'Église orthodoxe russe s'était opposée à la « guerre fratricide » de 1993 ou à la première guerre de Tchétchénie. Elle a également soutenu le service militaire alternatif pour ceux qui ne voudraient pas prendre les armes pour des raisons religieuses.
Le journaliste Adam Michnik raconte : « Lorsque j’ai parlé avec Alexeï Navalny de l’Église orthodoxe russe, il m’a dit que c’était une branche du KGB chargée des questions religieuses! » Selon le chercheur religieux Nikolaï Mitrokhine, après la chute de l'URSS l'Église orthodoxe russe s'est enfoncée dans le détournement de fonds par les évêchés. La patriarche Cyrille est élu sur la promesse de ne pas faire de réformes et n'en a effectivement pas fait ses deux premières années. Avec l'arrivée au pouvoir de Cyrille de Moscou en 2009, l'Église orthodoxe de Russie a entamé des réformes radicales, qui ont conduit à une structure de pouvoir verticale, à un contrôle complet du clergé inférieur, à un soutien de l'autoritarisme politique, à la discrimination à l'encontre de ceux qui contestent la direction,,,.
Selon une enquête du Groupe RBK, l'Église orthodoxe russe est étroitement liée aux autorités russes. Ainsi, le patriarche Cyrille est protégé par des gardes d'État et le gouvernement a donné à l'Église orthodoxe russe au moins trois résidences - celle de la résidence du patriarche à la ruelle Tchisty à Moscou, celle de la résidence patriarcale et synodale du monastère Danilov et celle de Peredelkino. De plus, les revenus de l'Église dépendent de manière significative des recettes de l'État. Rien qu'entre 2012 et 2015, l'Église orthodoxe russe a reçu 14 milliards de roubles du budget de l'État. L'argent est alloué dans le cadre de programmes fédéraux liés aux développement de centres spirituels et éducatifs, ou à la restauration et la préservation des bâtiments. En 2019, le bureau du président de la fédération de Russie a investi des milliards de roubles dans le Gorodok Féodorovski (ru) situé dans la ville de Pouchkine.

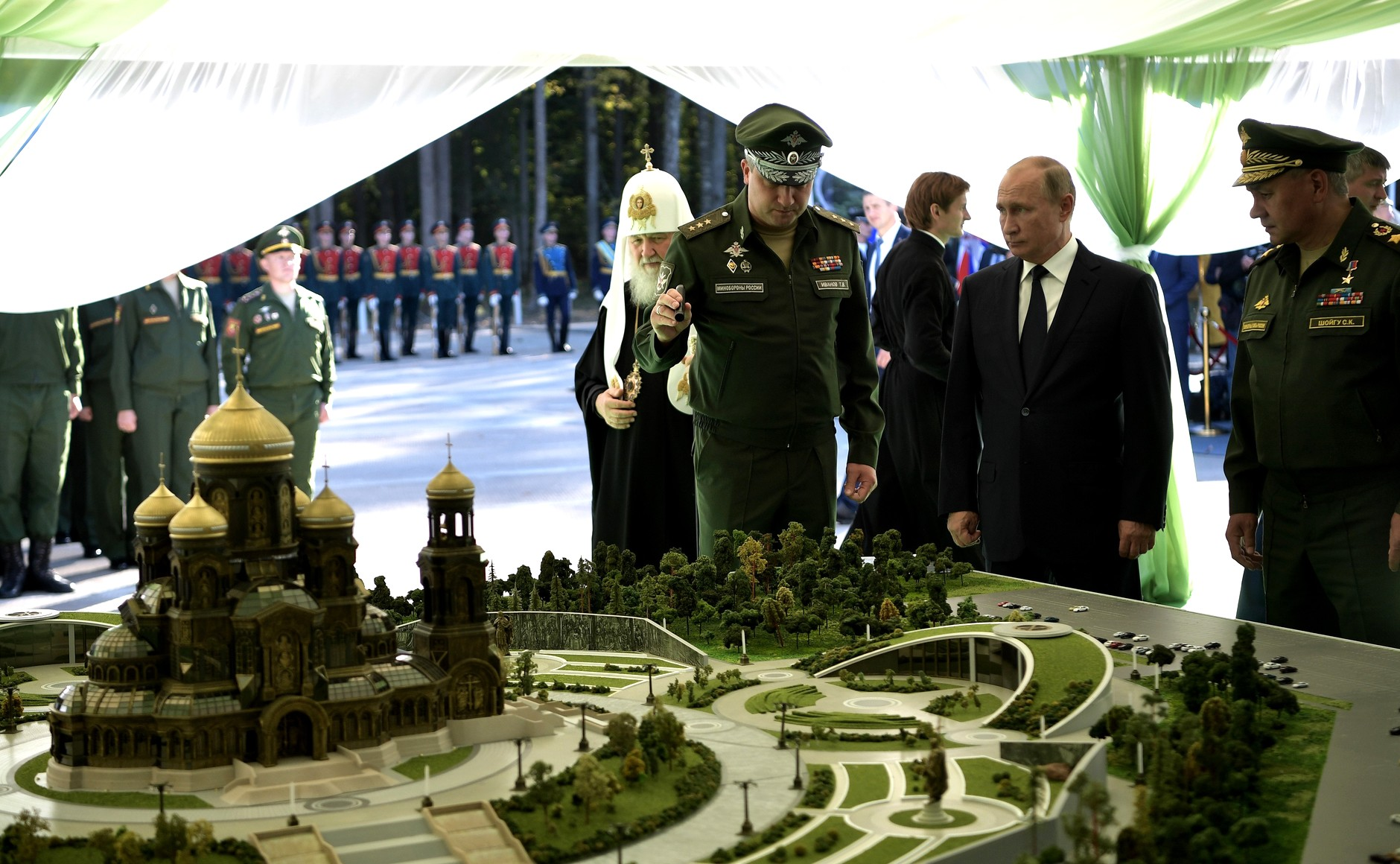
Vladimir Poutine inspecte une maquette de la future église des forces armées russes, 2018

L'Église travaille étroitement avec les Forces armées de la fédération de Russie. En 1995, a été créé le département synodal pour la coopération avec les forces armées et les forces de l'ordre (ru). En 2001, le département est dirigé par Dimitri Smirnov (ru), qui a plus tard justifié ouvertement la guerre en la considérant comme une chose sacrée. Six des dix secteurs du département sont chargés des relations avec les structures policières et militaires. Les aumôniers militaires font depuis décembre 2009 officiellement partie des forces armées russes. Depuis que Sergueï Choïgou est ministre de la Défense (novembre 2012), le nombre de religieux orthodoxes dans l'armée a considérablement augmenté, passant d'une dizaine à environ 200. En 2011, leur nombre atteint 240 aumôniers à temps plein. Les postes sont d'abord pourvus dans les bases russes à l'étranger, puis sur le sol russe.
Les Cosaques enregistrés de la fédération de Russie ont également commencé à établir des relations avec l'Église orthodoxe russe. Nombre d'entre eux ont ensuite participé à la guerre du Donbass et à l'intervention militaire de la Russie en Syrie. Des clubs de jeunes militaro-patriotiques sont également apparus dans les écoles paroissiales du dimanche. À la même époque, des prêtres de l'Église orthodoxe russe ont pratiqué des rites de consécration d'armes, ont réalisé des émissions télévisées politisées sur la chaîne de l'église fédérale Spas et ont utilisé des références à la Milice céleste dans leurs émissions.[réf. nécessaire]
De 2018 à 2020, l'Église orthodoxe russe a participé à la construction de la Cathédrale principale des forces armées russes, connue pour ses symboles militaristes et dont, par exemple, les marches sont coulées à partir de chenilles de chars allemands de l'époque de la Seconde Guerre mondiale,. En 2013, l'Église orthodoxe russe s'est officiellement prononcée en faveur de la politique étrangère de la Russie, notamment à propos de l'intervention militaire de la Russie en Syrie, officiellement pour protéger la minorité chrétienne de Syrie en cas de chute de Bachar el-Assad. Selon une déclaration du patriarche Cyrille, en 2011 il a été du devoir de l'Église d'apporter un soutien moral aux forces armées russes et de protéger la souveraineté spirituelle et politique de la fédération de Russie.

« …L'orthodoxie est la gardienne de ces valeurs immuables pour notre pays, de ces vérités immuables dans notre État. Elle aide un nombre considérable de nos concitoyens non seulement à se trouver un chemin dans la vie, mais aussi à comprendre, semble-t-il des choses simples, par exemple, ce que signifie être Russe, quelle est la mission de notre peuple, qu'est-ce qui l'a rendu à une certaine époque grand et particulier. »

— (Vladimir Poutine).
Depuis 2012, Vladimir Poutine a pris des mesures en faveur du cléricalisme en Russie, faisant de l'Église orthodoxe russe l'organe officiel de la censure et du contrôle de la moralité dans l'État : les affaires très médiatisées de Pussy Riot et Ruslan Sokolovksi (ru). Adoptée en 2013, la Loi sur l'insulte aux sentiments des croyants (ru) est utilisée pour affirmer l'idéologie russe et rien qu'en 2013, treize affaires ont été instruites en vertu de cette législation,,. Selon le politologue Fiodor Kracheninnikov, la confession orthodoxe est perçue par les autorités comme faisant partie de sa propre identité, et le refus de lui témoigner de la sympathie est interprété comme une activité anti-étatique. Cela a renforcé le pouvoir des chefs religieux d'influencer de larges franges de la population.
Vladimir Poutine défend publiquement ces valeurs et utilise activement l'image du chrétien orthodoxe. En 2000, il a affirmé porter la croix que lui a offert sa mère lors de son baptême secret lorsqu'il était nourrisson,. En 2007, il a qualifié les forces nucléaires stratégiques (ru) de la fédération de Russie et l'orthodoxie de « deux piliers de la société russe », qui garantissent la sécurité extérieure et la santé morale du pays. En 2012 il a caractérisé sa présidence comme un « miracle de Dieu ».
L'Église orthodoxe russe est qualifiée de l'un des plus importants instruments du « soft power » idéologique du Monde russe,, qui est construit sur les principes de suprématie de l'orthodoxie et de l'anti-occidentalisme. Le monde russe vise à promouvoir une identité russe pour défendre les valeurs de tous les Russes du monde. En même temps, les catégories ethniques et religieuses sont souvent entremêlées dans la construction sociale. Selon les enquêtes sociales, en 2021, plus de la moitié de la population considérait que le fait de suivre sa foi était une partie importante de l'identité russe. Dans ce système idéologique, la Russie représente l'hégémonie avec sa civilisation orthodoxe dans laquelle l'Église orthodoxe russe est en position de leader national,,,. Selon les représentants de l'Église orthodoxe russe, la société devrait revenir à ses traditions civilisationnelles orthodoxes en rejetant progressivement les emprunts occidentaux et séculiers,. L'idéologie du Kremlin présente souvent la communauté LGBT, comme une image ennemie de l'occident, que l'Église orthodoxe russe dénonce également. Dans ses sermons la patriarche Cyrille de Moscou répète souvent que les peuples qui faisaient partie de l'URSS forment un fond religieux commun.

## La réaction de l'Église orthodoxe russe à l'invasion de l'Ukraine
En 2014, le patriarche Cyrille de Moscou n'a pas protesté contre l'annexion de la Crimée par la Russie en 2014, même s'il ne l'a pas non plus ouvertement approuvée.La reconnaissance du territoire annexé signifierait que les frontières de l'Église sont liées aux frontières de l'État.
Des prêtres orthodoxes russes ont participé à l'annexion de la Crimée par la Russie en 2014 sur invitation du Ministère russe de la défense de la fédération de Russie. Ils interviennent comme négociateurs pour convaincre les forces ukrainiennes encerclées de déposer les armes, au nom de l'unité entre « frères » russes et pour éviter l'effusion de sang. Au cours des cinq premières années qui ont suivi l'annexion, le patriarche ne s'est jamais rendu en Crimée et a essayé de prendre ses distances par rapport aux problèmes de cette thématique de la Crimée. Un très grand nombre de paroisses dépendant du patriarcat de Moscou se situent en effet en Ukraine (environ 40 %) : il souhaite éviter qu'elles se rattachent au patriarcat de Kiev ou à l'Église autocéphale ukrainienne.
Les diocèses de la péninsule sont restés sous la juridiction de l'Église orthodoxe ukrainienne (patriarcat de Moscou). Une politique similaire de retenue a été menée par l'Église orthodoxe russe précédemment, à l'égard de l'Abkhazie et de l'Ossétie du Sud-Alanie deux territoires non reconnus. En même temps les diocèses de Crimée agissaient en fait comme des subdivisions de l'Église orthodoxe russe et évitaient de se nommer Église orthodoxe d'Ukraine sur les affiches dans les églises et sur les documents religieux, se désignant simplement comme patriarcat de Moscou. En 2015, l'Église orthodoxe ukrainienne (patriarcat de Moscou) a reconnu légalement la Crimée comme partie de la Russie et lui a donné deux éparchies. Le patriarche Onuphre ne formule aucune critique contre la Russie et aucun soutien à l'Ukraine dans la guerre du Donbass.
En février 2022, Vladimir Poutine a utilisé la protection des intérêts de l'Église orthodoxe russe comme l'un des prétextes à l'invasion de l'Ukraine par la Russie de 2022. Le 21 février, il a déclaré : « Le massacre de l'Église orthodoxe ukrainienne du patriarcat de Moscou continue d'être préparé à Kiev…»[réf. nécessaire]. Selon Novaïa Gazeta qui se base sur plusieurs sources au sein du patriarcat de Moscou, le chef de l'Église orthodoxe russe était au courant à l'avance de l'attaque imminente de l'Ukraine. Le 23 février 2022, veille de l'invasion, lors du prononcé de ses vœux en l'honneur des défenseurs de la patrie, il avait affirmé : « Il n'y a pas de guerre sans victimes ». Cependant, il n'y a au début de l'invasion aucune déclaration ouverte des dirigeants du patriarcat de Moscou en faveur de la guerre en Ukraine. Celui-ci a un positionnement qualifié d'ambigu par la Voix de l'Amérique et n'appelle pas clairement à la fin de la guerre. Le 24 février, le patriarche Cyrille a réagi brièvement et exhorté tout le monde à prier pour la paix en disant : « Le Seigneur miséricordieux préservera les nations russes ukrainiennes et les autres peuples qui sont spirituellement unis à notre Église ». Le 27 février dans son sermon le chef de l'Église orthodoxe russe a exprimé la crainte que « les forces du mal, qui ont toujours lutté pour l'unité de la Rus' et de l'Église russe », ne l'emportent. Il a également fait référence à la Russie, l'Ukraine, la Biélorussie comme à une seule « terre russe », en se référant aux anciennes Chroniques russes. Il décrit la guerre comme un conflit interne et se montre évasif sur l'identité des « forces du mal » à l'œuvre.

« Dieu nous préserve de tracer entre la Russie et l'Ukraine une ligne terrible tachée du sang de frères. Nous devons prier pour le rétablissement de la paix, pour le rétablissement de bonnes relations entre nos peuples. La garantie de cette fraternité c'est notre Église orthodoxe, qui est représentée en Ukraine par l'Église orthodoxe ukrainienne, dirigée par Sa Béatitude Onouphry. Nous avons aussi prié pour eux aujourd'hui. »

— Patriarche Cyrille
Le 3 mars 2022, le patriarcat a envoyé le texte d'une prière spéciale pour la paix, demandant qu'elle soit récitée dans toutes les églises relevant de la juridiction du patriarcat de Moscou. Cette prière évoquait « l'esprit d'amour fraternel et de paix », mais appelle aussi à renverser les plans de ceux qui prennent les armes contre la Sainte Rus'. Le 6 mars 2022, Cyrille de Moscou a prononcé un sermon pour les chrétiens orthodoxes à l'occasion du jour du Dimanche Gras. Une grande partie du sermon s'est concentré sur la guerre du Donbass (avril 2014 — février 2022) et sur le rejet existant des « soi-disant valeurs, qui sont proposées aujourd'hui par ceux qui prétendent au pouvoir mondial ». Le patriarche a qualifié la gay-pride : « de test de loyauté vis-à-vis d'un monde puissant, cette exigence d'organiser une gay-pride »,. Le chef de l'Église orthodoxe n'a pas soutenu l'invasion russe publiquement, mais a donné des arguments pour la justifier. Selon lui, la guerre est liée au fait que certaines forces tentent depuis huit ans de détruire ce qui existe dans le Donbass. Le 9 mars, le patriarche a de nouveau prononcé un discours dans lequel il a fait référence à « une troisième partie, qui alimente les conflits ». Il a décrit la terre ukrainienne comme étant « proche et chère », mais en utilisant des idées hostiles envers le peuple russe. Dans le même sermon, Cyrille a pour la première fois mentionné le nom du métropolite Onuphre, chef de l'Église orthodoxe ukrainienne (patriarcat de Moscou). Le chef de l'Église orthodoxe russe a déclaré qu'il « avait spécialement prié pour le Bienheureux Onuphre (…), pour que le Seigneur le protège des ruses du malin, lui garde dans l'esprit que toute guerre est l'affaire du diable ».

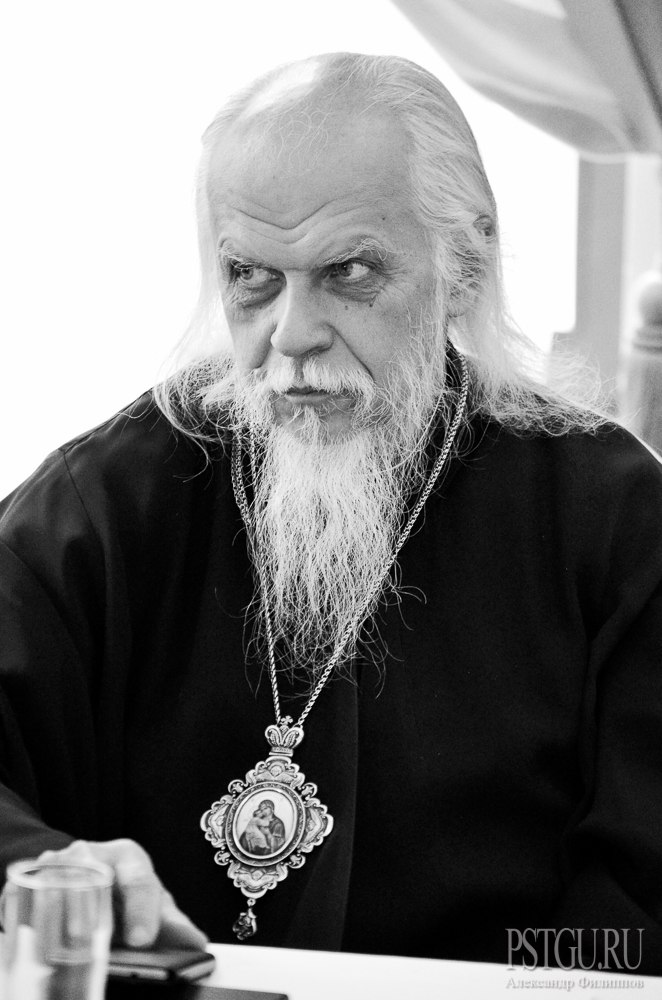

Presque tous les sermons de Cyrille mentionnent la nécessité d'aider les réfugiés. Au début, le patriarche a précisé qu'il s'agissait de gens originaires du Donbass, mais il a ensuite cessé de spécifier leur appartenance régionale. Certains diocèses avaient offert une aide humanitaire aux gens originaires des territoires ukrainiens avant même le 24 février.
Le département de l'aide sociale était dirigé par Panteleimon (Chatov) (ru). Le 21 mars 2022, selon les responsables de l'Église orthodoxe russe, plus de 19 000 réfugiés étaient aidés par elle. En octobre, l'Église a également proposé une campagne de charité pour une « collecte de fonds pour les personnes touchées dans la zone d'opération spéciale ».
Quelques mois après le début de la guerre, le patriarche Cyrille a commencé à approuver les actions militaires en Ukraine. Au début du mois d'avril, lors d'un sermon, il a fait à plusieurs reprises l'éloge des militaires russes et a souligné que c'est par leurs actions que « sera décidé le sort de la Russie ». Au début du mois d'avril, quand ont été publiées les preuves du massacre de Boutcha par les militaires russes, le patriarche Cyrille a décrit les Russes comme « un peuple pacifique, épris de paix et d'humilité », prêt à « défendre sa maison » en toutes circonstances. Le matin qui suit Pâques, le 5 avril 2022, le chef de l'Église orthodoxe russe a également déclaré que la situation autour de la Russie se compliquait et a une nouvelle fois demandé « un rassemblement autour de Moscou ». Dans le même ordre d'idées, certains prêtres russes se sont également exprimés. Ainsi, le protodiacre Andreï Tkatchiof (ru) a affirmé que « le monde russe est opposé au mal existentiel et à la civilisation anti-chrétienne de l'Occident ». Le métropolite de Vladimir et Souzdal Tikhon (Emelianov) (ru) s'est exprimé, quant à lui, en partisan de l'action militaire. Le 3 mai, le patriarche Cyrille a célébré la liturgie chrétienne à lв cathédrale de l'Archange-Saint-Michel de Moscou. Dans son sermon, il a déclaré que la Russie n'avait jamais attaqué personne, mais seulement défendu ses frontières. Le même jour, au cours d'une conversation téléphonique avec le pape François, ce dernier a appelé le patriarche à ne pas « s'abaisser à être l'enfant de chœur de Poutine »,. Il s'agit là d'une violation directe des normes de l'Église, puisque ses principes écrits exigent qu'elle adopte une position anti-guerre. Ainsi, selon les conventions sociales de l'Église orthodoxe russe (ru), l'église ne peut pas coopérer avec un État qui a déclenché une guerre agressive et est obligée de prendre le parti de la victime d'une « agression manifeste ».

Le patriarche Cyrille ne s'est pas adressé directement aux forces armées russes, mais le 14 mars, le primat a remis au chef du commandement des forces de la Garde nationale (en) Viktor Zolotov l'icône de la Vierge Marie d'Augustów (ru), 

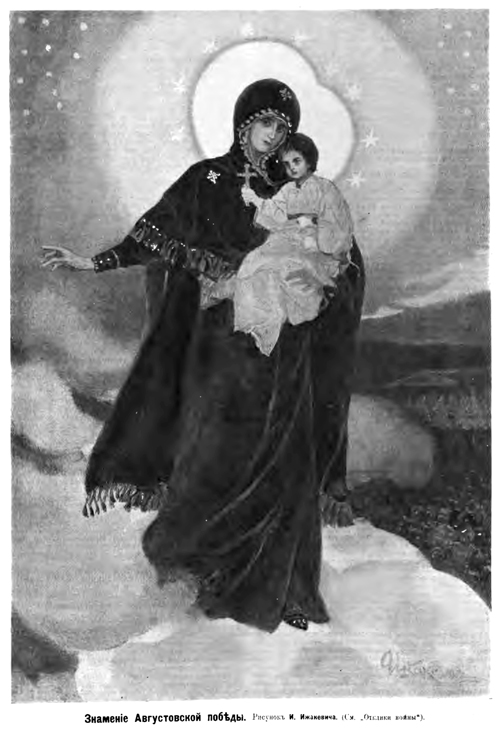
Icône d'Augustów

 pour que « cette image inspire les jeunes soldats de la Garde nationale qui ont prêté serment et s'engagent sur le chemin de la défense de la Patrie ». En réponse, Victor Zolotov a remercié le patriarche et a noté que la Garde nationale participait également à l'opération contre l'Ukraine. Zolotov a souligné que les « nazis » se cachaient dans le dos « des vieillards, des femmes, des enfants, installant leurs batteries de tir dans les jardins d'enfants, les écoles, les maisons particulières, mais que nous allons vers l'objectif prévu, pas à pas et que la victoire sera derrière nous, et cette icône protègera l'armée russe et accélèrera sa victoire »,,.
L'Église orthodoxe russe soutient le récit du Kremlin d'un héritage commun et d'un destin commun pour la Russie et l'Ukraine. Le 9 mars, lors du premier Carême du rite byzantin, le patriarche a répété l'argument de propagande selon lequel l'Ukraine et la Russie sont formés de peuples frères, « et sont en fait un seul peuple russe ». Il a également déclaré que ce qui se passait en Ukraine était le résultat de la géopolitique et des actions de certaines forces anti-russes, qui tentaient d'imposer des valeurs étrangères au peuple ukrainien. Le 21 septembre, la patriarche Cyrille de Moscou, au milieu de l'annonce par le président Poutine de la Mobilisation russe de 2022, a exhorté à ne pas considérer les Ukrainiens comme des ennemis,. Deux jours plus tard, la patriarche Cyrille a prononcé un sermon affirmant que si des soldats russes mobilisés étaient tués dans la guerre avec l'Ukraine, ils recevraient « la vie éternelle »,. Le 25 septembre, il a qualifié l'agression armée de la Russie de "bagarre intestine" et de "guerre fratricide" ».

« Nous savons qu'aujourd'hui de nombreuses personnes meurent sur les champs de bataille. L'Église prie pour que cette bataille prenne fin le plus vite possible, afin que le moins de frères possibles s'entretuent dans cette guerre fratricide. Et, en même temps, l'Église comprend que si quelqu'un, poussé par le sens du devoir, par la nécessité d'accomplir son serment, reste fidèle à sa vocation et meurt dans l'exercice de ses fonctions militaires, il commet certainement un acte qui équivaut à un sacrifice. Il se sacrifie pour les autres. Et donc nous croyons que ce sacrifice lave tous les péchés que l'on a commis. »

— Cyrille de Moscou, le 25 septembre 2022.
Il y a eu certains cas de participation de prêtres orthodoxes de l'Église orthodoxe russe au conflit militaire du côté de la Russie. Ainsi, deux mois avant la guerre, plusieurs rapports officiels faisaient état de l'arrestation de religieux de l'Église orthodoxe ukrainienne du patriarcat de Moscou à Kiev et à Sievierodonetsk. Ils étaient entrés en rapport avec les militaires russes et leur avaient transmis des informations sur le déploiement des forces ukrainiennes ou sur les coordonnées des barrages routiers. Selon The New York Times, les prêtres d'une église de la ville occupée de Sloviansk bénissaient souvent les combattants et les autorisaient à stocker des munitions sur les terrains de l'église.
Après l'annonce de la mobilisation russe de 2022 les prêtres ont commencé à organiser des prières aux points de rassemblement des citoyens mobilisés. L'Église orthodoxe russe a ensuite demandé que les prêtres soient autorisés à se rendre à tous les points de mobilisation.Le président du département synodal pour la coopération avec les forces armées et les forces de l'ordre du diocèse de Moscou de l'Église orthodoxe russe, Alexandre Dobrodeyev, a déclaré que les prêtres qui se rendent sur les lieux d'action militaire devraient également bénéficier de garanties sociales. Le 14 octobre, l'administrateur adjoint du patriarcat de Moscou, l'évêque de Zelenograd Savva (Toutounov) (ru) a déclaré que « Un certain nombre de prêtres se trouvent maintenant dans les troupes sur les lignes de front… Depuis février trois prêtres ont déjà été tués pendant leur service spirituel de combat ».
En octobre 2022, le patriarche a exhorté les habitants russes à prier pour la santé de Poutine pendant deux jours avant le 70e anniversaire du président.
En mars 2024, le XXVe Concile populaire de Russie publie un texte non-contraignant dessinant les orientations de l'Église orthodoxe russe. Ce document suit la ligne de Vladimir Poutine avec une rhétorique anti-occidentale et expansionniste.

## Scissions (Raskol) de l'Église orthodoxe

### Ukraine

#### Création de l'Église orthodoxe d'Ukraine

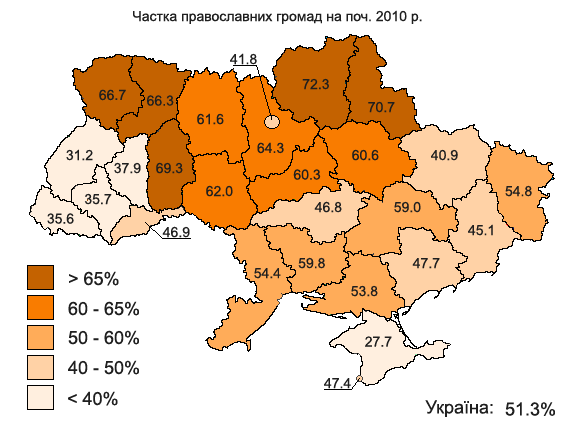
Pourcentage des communautés orthodoxes par région d'Ukraine en 2010

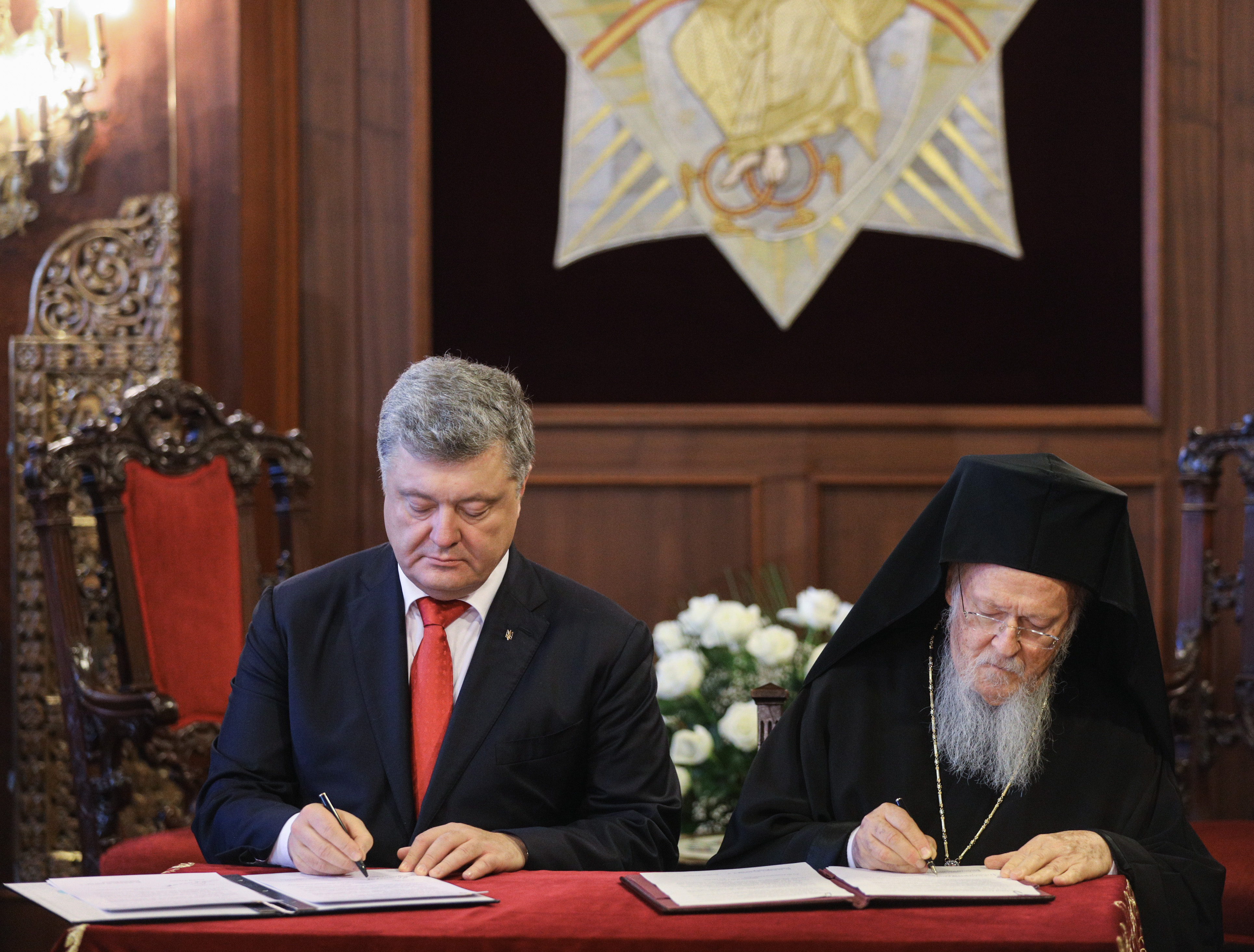
Signature d'un accord sur la coopération et l'interaction entre l'Ukraine et le patriarcat de Constantinople, le 3 novembre 2018

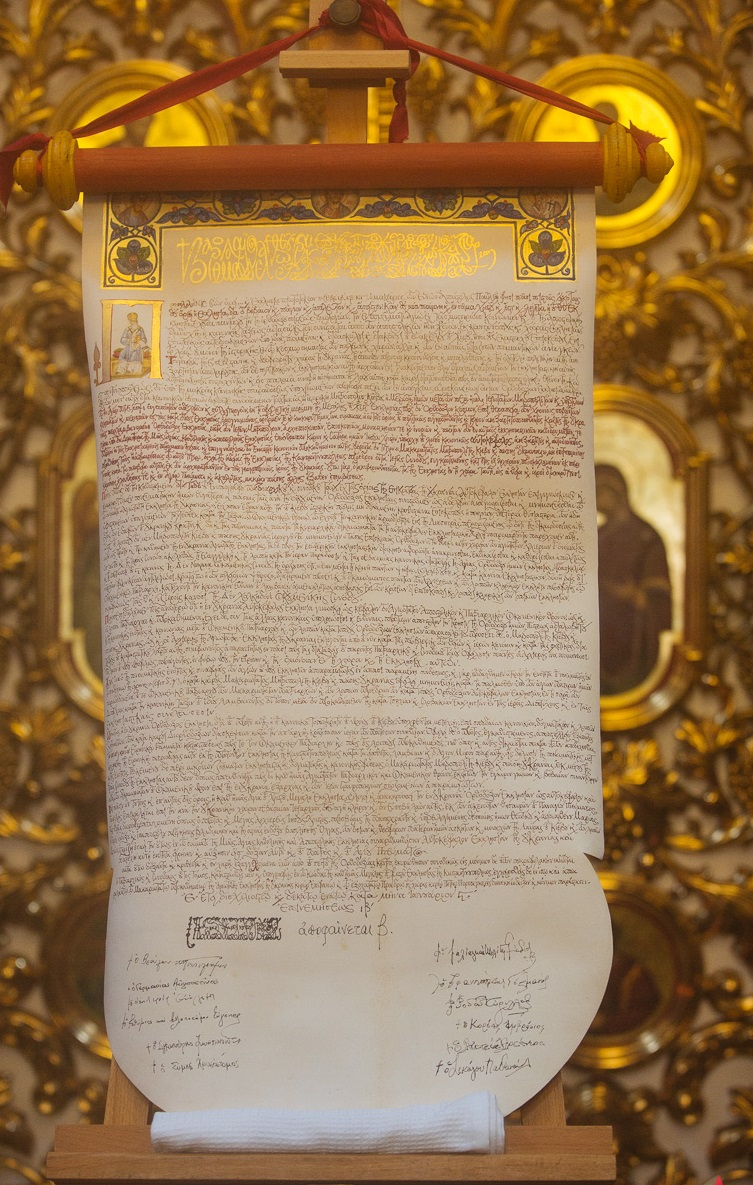
Tomos d'autocéphalie de l'Église d'Ukraine

L'Ukraine est l'un des pays les plus religieux d'Europe, avec jusqu'à 76 % de la population croyant en Dieu et 37 % fréquentant régulièrement l'Église. L'Église a une influence importante et peut servir de soft power. Selon un sondage, 63,5 % des Ukrainiens lui font confiance, un taux plus élevé que pour les autorités publiques,. En 2014, cependant, il n'y avait plus d'Église orthodoxe indépendante en Ukraine. À cette époque il existait trois branches différentes de l'Église orthodoxe. La plus grande église était l'Église orthodoxe ukrainienne (patriarcat de Moscou), réunissant 12 000 paroisses. Cette dernière était directement subordonnée à l'Église orthodoxe russe et à Moscou. La deuxième était l'Église orthodoxe ukrainienne (patriarcat de Kiev) indépendante, mais l' Église orthodoxe hors de la communauté de l'orthodoxie œcuménique et non canonique (ru) a vu le jour en 1992 au sein des communautés orthodoxes, mécontentes de leur faible autonomie vis-à-vis de l'Église orthodoxe russe. L'Église orthodoxe autocéphale (1990—2018) est une église indépendante et non canonique, apparue après dissolution de l'Empire russe (en) dans la diaspora ukrainienne des États-Unis et du Canada,,,.
Après Euromaïdan a commencé la scission entre les églises orthodoxes et les patriarcats de Moscou et de Kiev. L'Église ukrainienne du patriarcat de Moscou était dirigée par Onuphre (Berezovsky) de Kiev. En raison de l'invasion de l'Ukraine par les troupes russes en 2014 (en Crimée et dans les républiques de Lougansk et Donetsk), de nombreux orthodoxes ont refusé de continuer à se rendre dans les églises de Moscou. Cela a contribué au mouvement en faveur d'une seule église orthodoxe, l'Église orthodoxe ukrainienne indépendante. Le 18 juin 2015 le Synode de l'Église orthodoxe ukrainienne du patriarcat de Kiev (ru) a convoqué un conseil d'unification pour proclamer la création d'une seule Église orthodoxe ukrainienne tout à fait autonome de l'Église orthodoxe russe. En 2016, le président ukrainien Petro Porochenko s'est rendu à Istanbul, où il a rencontré pour la première fois en personne Bartholomée Ier de Constantinople et lui a demandé d'établir une église indépendante pour l'Ukraine. L'Église orthodoxe de Russie a vivement réagi et de manière négative à cette rencontre et a refusé de participer au Concile panorthodoxe qui s'est déroulé en Crète en 2016, et où il était prévu de discuter de l'indépendance de l'église ukrainienne. Rapidement l'Église orthodoxe ukrainienne a reçu le tomos d'autocéphalie (lettre de reconnaissance) du patriarcat de Constantinople, tandis que l'Église orthodoxe ukrainienne du patriarcat de Constantinople a annoncé son auto-dissolution et son incorporation dans la nouvelle église. La cérémonie officielle de formation de l'Église orthodoxe ukrainienne a eu lieu le 6 janvier 2019 en la cathédrale Saint-Georges d'Istanbul, dans la résidence officielle du patriarche Bartholomée.
Après l'annonce de l'autocéphalie de l'Église orthodoxe ukrainienne, l'Église orthodoxe russe a rompu ses relations avec le patriarcat œcuménique de Constantinople,. L'Église orthodoxe ukrainienne n'a pendant longtemps pas été reconnue par les autres églises orthodoxes. En juin 2022, elle n'était reconnue que par l'Église de Grèce, l'Église de Chypre, l'Église orthodoxe d'Afrique (en) et le patriarcat orthodoxe d'Alexandrie. L'Église orthodoxe du patriarcat de Moscou a refusé également de reconnaître le caractère autocéphale de l'Église orthodoxe ukrainienne,.
En juin 2019, l'ancien chef de l'Église orthodoxe ukrainienne, le patriarche Philarète de Kiev a proclamé la renaissance de son église du patriarcat de Kiev avec lui-même comme patriarche. Philarète n'était pas satisfait du contenu de la proclamation (Tomos) du caractère autocéphale en raison de la « dépendance de Constantinople ». Le chef de l'Église orthodoxe d'Ukraine, Épiphane d'Ukraine, a déclaré que Philarète n'avait pas été invité à la réunion et a admis qu'il y avait conflit entre Philarète et lui. L'Église orthodoxe d'Ukraine a également affirmé qu'il n'y avait aucune implication légale ou canonique,. Le 13 décembre 2019, le ministère de la Justice d'Ukraine a annoncé que le patriarcat de Kiev avait cessé d'être enregistré en tant qu'entité juridique.

#### Séparation de l'Église orthodoxe ukrainienne (patriarcat de Moscou)de l'Église orthodoxe russe

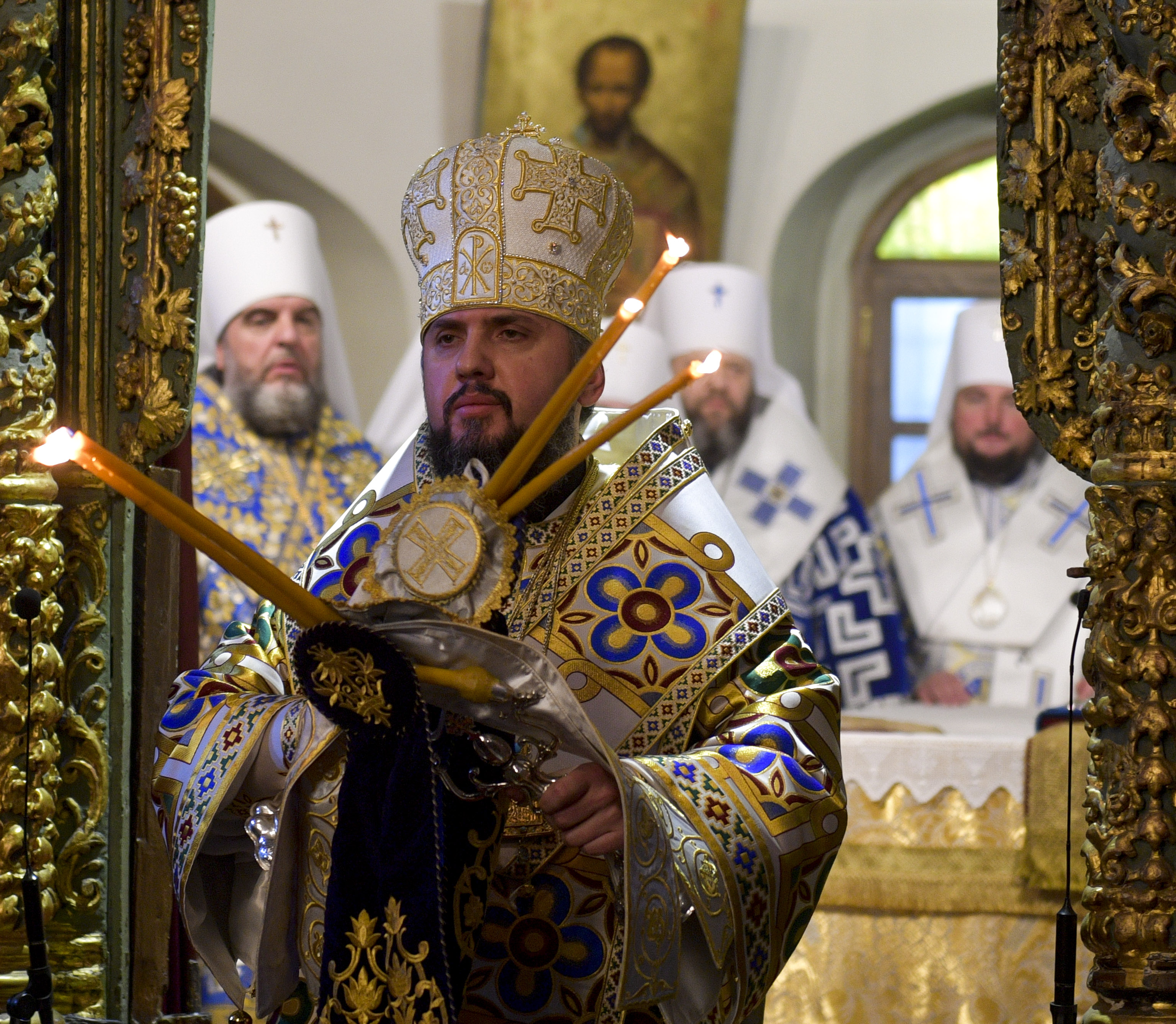
Épiphane d'Ukraine, Métropolite de Kiev et de toute l'Ukraine, en 2019

Après l'invasion de l'Ukraine par la Russie de 2022, les Ukrainiens ont commencé à boycotter massivement l'église orthodoxe ukrainienne du patriarcat de Moscou. Alors que jusqu'à 2014, 40 % des croyants ukrainiens soutenaient l'Église ukrainienne du patriarcat de Kiev et 20 % l'église du patriarcat de Moscou, l'Église orthodoxe ukrainienne a revendiqué le soutien de 52 % des personnes interrogées après l'invasion. Un sondage d'opinion réalisé en avril 2022 montre que 74 % des Ukrainiens étaient favorables à la rupture des liens entre l'Église orthodoxe ukrainienne du patriarcat de Moscou et la Russie, tandis que 51 % étaient favorables à une interdiction totale de l'Église de Moscou sur le territoire du pays,. Certains prêtres ukrainiens, dont le gagnant de l'émission « La Voix de l'Ukraine » (le prêtre Alexandre Klimenko), ont ouvertement traité Poutine de criminel de guerre. En mai, le chef de l'Église orthodoxe d'Ukraine, Épiphane d'Ukraine a appelé le patriarche de Constantinople et les chefs des autres églises autocéphales locales à condamner le patriarche Cyrille de Moscou pour propagande de guerre et à lui retirer son trône de patriarche. Dans son sermon, le métropolite Épiphane a souligné qu'il fallait « s'opposer à l'idéologie de monde russe, qui est une doctrine de nature fasciste, suceuse d'âmes, enveloppée dans de brillants sermons de Cyrille Goundiaiev et de ses sbires ». Le Saint-Synode de l'Église orthodoxe d'Ukraine a appelé le clergé et les laïcs soumis au Patriarcat de Moscou à passer à l'Église orthodoxe ukrainienne :

« Notre Saint-Synode exhorte les évêques, le clergé, les monastères et les communautés religieuses, qui sont sous la juridiction du Patriarcat de Moscou en Ukraine à suivre le tomos d'autocéphalie de l'Église orthodoxe autocéphale d'Ukraine et d'entrer dans l'unité canonique ensemble avec l'Église orthodoxe d'Ukraine. »

Rapidement, le patriarcat de Moscou a entamé une transition massive des communautés vers l'Église orthodoxe ukrainienne. Avec 424 paroisses qui quittent l'Église orthodoxe russe en trois mois et demi seulement (plus de 500 à la début juin). C'est le taux de transition le plus élevé de l'histoire moderne de l'église. À titre de comparaison : au cours des six premiers mois qui ont suivi son indépendance, plus de 500 communautés ont été transférées vers l'Église orthodoxe ukrainienne,. Entre-temps, la grande majorité des diocèses ont opté pour une forme plus douce de protestation : ils ont cessé de mentionner le nom du patriarche Cyrille pendant les offices.
Le chef de l'Église orthodoxe ukrainienne du métropolite de Moscou Onuphre (Berezovsky) de Kiev, s'est aussi prononcé contre l'Église orthodoxe russe. Auparavant il avait la réputation d'être un ecclésiastique promoscovite qui soutenait l'idéologie de l'Église orthodoxe russe. Lors de l'annexion de la Crimée en 2014, il a condamné le pourvoir ukrainien, qui avait conduit au Maïdan sanglant. Mais dès l'invasion de février 2022, il a publié un communiqué qualifiant la guerre de fratricide et a exhorté les fidèles à multiplier les prières des croyants « pour l'Ukraine, pour notre armée et pour notre peuple ». Il a aussi fait appel au patriarche Cyrille pour aider à arrêter la guerre. Le nom du chef de l'Église orthodoxe russe a cessé d'être mentionné dans les prières même à la Laure des Grottes de Kiev.
Le 27 mai 2022 a eu lieu à Kiev un conseil de l'Église orthodoxe ukrainienne du patriarcat de Moscou, qui a abouti à la déclaration d'indépendance de cette Église à l'égard de Moscou. L'Église orthodoxe ukrainienne a officiellement condamné la guerre en Ukraine à la suite de l'agression de la Fédération de Russie considérée comme une violation de l'article du Décalogue condamnant le fait de tuer, et a exprimé ses condoléances à toutes les victimes en exprimant son désaccord avec les positions du patriarche Cyrille de Moscou,,,. Le patriarche Cyrille, en réponse à cette déclaration a déclaré, qu'« il était compréhensif quant à la position du métropolite Onouphre et de l'épiscopat de l'Église orthodoxe ukrainienne. Selon lui aucun obstacle temporaire ne doit détruire l'« unité spirituelle de notre peuple ».

« Si le patriarche Cyrille se taisait, ce serait une position. Mais presque chaque semaine il dit des choses inacceptables pour la société ukrainienne au sein de laquelle il y a des paroissiens. […] Quand les gens venaient à l'église et entendaient son nom, cela dérangeait leurs prières »

— (métropolite Kliment).
Du fait de la séparation de l'Église orthodoxe ukrainienne, l'Église orthodoxe russe a perdu du jour au lendemain 34 % du nombre total de ses paroisses,. En même temps, certaines éparchies ont gardé leur soutien à l'Église russe orthodoxe. Ainsi celle de Tcherkassy et l'éparchie de Kanevskaïa (ru) où le métropolite local Féodossi (ru) dans son oukase d'interdiction du prêtre Roman Litchka qui a fait défection de l'Église orthodoxe ukrainienne, a cité un des versets de l'office : « Il vaudrait mieux pour toi Judas, le traître, de ne pas être né dans le monde ». En même temps le site de ce diocèse fait état d'une aide aux réfugiés « qui ont souffert des suites des combats ».
Selon Sergueï Tchapnine (ru), doyen des chercheurs en christianisme orthodoxe de l'Université Fordham, la fraction pro-russe reste forte. Plusieurs évêques ont contesté la décision de rompre avec l'église mère russe.

#### Transfert des diocèses de la Crimée vers l'Église orthodoxe russe
En juin 2022, les éparchies du raïon de Djankoï, de Simferopol et de Théodosie de l'Église orthodoxe ukrainienne ont été réunies dans l'Église métropolite de Crimée directement subordonnée au patriarche russe Cyrille. Elle était dirigée par le métropolite Lazare (Chvets) (ru) âgé de 83 ans. Au moins jusqu'en 2018, il se rendait cependant régulièrement à Kiev, préservant l'unité, au moins de façade. Depuis 2014 il ne s'est jamais exprimé publiquement contre l'annexion russe de la Crimée et a salué la nomination de Sergueï Axionov au poste de chef russe de la Crimée. À la suite de l'invasion de l'Ukraine par la Russie de 2022, l'Église orthodoxe ukrainienne proclame son indépendance, proclamation à laquelle la délégation de Crimée s'est opposée. En réaction, les Églises de Crimée ont choisi de rejoindre l'Église orthodoxe russe. Des analystes pensent que ce changement n'a pas de raison canonique et est une décision politique prise à Moscou,,.

### Pays baltes

#### Lettonie
L'Église orthodoxe de Lettonie est une Église autonome et de facto indépendante du patriarcat de Moscou à laquelle elle est canoniquement rattachée. À partir de 2019, seuls les citoyens de Lettonie qui ont vécu au moins dix ans dans le pays peuvent devenir hiérarques.
« La guerre est le péché le plus insensé et le plus terrible. De même que les effusions de sang et tout le reste. Notre tâche est de prier Dieu et de demander qu'il mette fin à cette guerre et contribue à l'unité de la société lettone. Nous, les habitants russophones de Lettonie ne sommes pas responsables de ce que font les responsables d'autres pays. C'est pourquoi nous sommes unis et le répète je veux que nous soyons tous unis devant Dieu et notre chère Lettonie. ». Alexandre de Riga et de toute la Lettonie, Métropolite de l'Église orthodoxe de Lettonie.
Après le début de la guerre en Ukraine, l'Église orthodoxe lettone a condamné l'invasion de la Russie, mais le nom du patriarche Cyrille de Moscou est toujours mentionné dans les prières.
Le 8 septembre 2022, la Saeima (diète de Lettonie) adopte une loi affirmant l'indépendance de l'Église orthodoxe lettone de toute autorité religieuse étrangère, en pratique russe, c'est-à-dire demandant son autocéphalie,,,. La proposition d'indépendance de l'Église orthodoxe lettone a été reçue par le président du pays Egils Levits. L'Église n'a pas exprimé son désaccord avec la décision de la diète, mais sur le site de l'Église orthodoxe lettone est apparu un appel à prier contre les divisions.
À la fin du mois de septembre, le Conseil des ministres de Lettonie a autorisé le ministre de la justice Jānis Bordāns à s'adresser au patriarche Cyrille de Moscou pour lui demander de délivrer un tomos sur l'autocéphalie,,.

#### Lituanie
Le 25 février 2022, le chancelier de la métropole de Vilnius et de toute la Lituanie (patriarcat de Moscou) Vitaly Motskous, a publié un article en lituanien intitulé « Les orthodoxes lituaniens condamnent les actions de la Russie durant l'invasion de l'Ukraine ». Toutefois, le diocèse de Vilnius a continué de mentionner le patriarche Cyrille de Moscou dans ses prières. Au début du mois de mars, le recteur Vitalius Dauparas de l'Église Sainte Parascève à Vilnius (en) s' est publiquement opposé à cette mention du patriarche de Moscou. Lors d'une réunion, le 17 mars, le métropolite de Vilnius et Litovsk Innocent Vassiliev a condamné la guerre de la Russie contre l'Ukraine, soulignant que le patriarche Cyrille et lui-même avaient des opinions politiques et une perception différente des évènements en cours,:
« Nous condamnons fermement la guerre en Russie contre l'Ukraine et prions Dieu pour qu'elle cesse très rapidement. Comme vous l'avez peut-être déjà remarqué, le patriarche Cyrille et moi-même avons des opinions politiques et une perception des évènements en cours différentes. Ses déclarations exprimée sur la guerre en Ukraine sont ses opinions personnelles. En Lituanie nous ne sommes pas d'accord avec celles-ci. Je voudrais dire ici ouvertement, que nous, orthodoxes de Lituanie, avons aujourd'hui la possibilité de décider de manière indépendante de nos affaires ecclésiastiques internes, et que nous continuerons à lutter pour une indépendance ecclésiastique encore plus grande, et croyons que le Seigneur nous la donnera le moment venu. »
Malgré la condamnation publique de la guerre par le métropolite de Vilnius Innocent Vassiliev, la répression à l'intérieur des éparchies de Vilnius et en Lituanie commence rapidement contre les clercs hostiles à la guerre. À la mi-avril, Dauparas et Sungaila (prêtres à la cathédrale orthodoxe de l'Assomption de Vilnius) ont été licenciés à Vilnius et Motskus a été rétrogradé au rang de prêtre ordinaire. Les médias lituaniens ont présenté le renvoi des dissidents comme une répression contre leurs positions sur l'Ukraine. Le maire de Vilnius, Remigijus Šimašius a réagi en déclarant que traditionnellement l'Église orthodoxe de Lituanie était peut-être sous patriarcat de l'Église orthodoxe de Kiev ou de celui de l'Église de Constantinopleо, mais pas de celui de Moscou. le diocèse lituanien a immédiatement déclaré schismatiques les dissidents récalcitrants.
Durant la seconde moitié du mois de mai 2022, la Première ministre de Lituanie Ingrida Šimonytė a écrit une lettre au patriarche Bartholomé de Constantinople, lui demandant de favoriser l'accès à l'Église orthodoxe de Lituanie pour les prêtres qui voulaient quitter l'Église orthodoxe russe, de telle manière que soit créée une structure ecclésiale alternative. À la fin du même mois de mai, le patriarche Cyrille de Moscou a accepté la demande du métropolite Innocent Vassiliev en faveur d'un statut plus autonome de l'Église orthodoxe lituanienne et a accepté la création d'une commission chargée de rédiger un projet dans ce sens. Toutefois cette commission ne comprenait pas de représentants de l'Église orthodoxe de Lituanie. Selon l'opinion des experts, la discussion sur l'approfondissement de l'autonomie de l'Église orthodoxe de Lituanie est une tentative politique en vue d'empêcher la création d'une structure alternative dans le pays sous la tutelle du patriarcat de Constantinople.
En mars 2023, le patriarche Bartholomée annonce qu'il étudie la création d'une Église en Lituanie qui ne dépende pas du patriarcat de Moscou.
- Église orthodoxe de Lituanie (Patriarcat œcuménique de Constantinople)

#### Estonie
En Estonie, co-existent deux juridictions orthodoxes soit l'Église orthodoxe d'Estonie (patriarcat de Moscou) (37 paroisses) et l'Église orthodoxe d'Estonie (patriarcat œcuménique de Constantinople) (61 paroisses), cette dernière subordonnée au patriarcat de Constantinople. L'Église subordonnée au patriarcat de Moscou regroupe plus de 85% de la population d'Estonie. Cependant elle est privée du droit de propriété sur les édifices religieux et prend en location ses églises à l'État.
Après le déclenchement des hostilités en Ukraine, le chef de l'église dépendant du patriarcat de Moscou Eugène de Tallinn et de toute l'Estonie n'a ni soutenu ni condamné la politique de la Russie. Le 18 août, il a déclaré que son église (subordonnée au Patriarcat de Moscou) avait été attaquée dans les médias nationaux. Selon lui, les évènements sont une « épreuve que Dieu a permis de nous envoyer ». En réponse, le ministre de l'intérieur Lauri Läänemets a déclaré :

« Il existe un problème sérieux quand l'église prend des positions pro-guerre. Nous suivons de très près ce qui se fait et se dit au sein de l'Église orthodoxe Estonienne sous patriarcat de Moscou. À ma connaissance, il n'y a pas encore d'appel direct ni d'action dans le chef de cette église. »

— Lauri Läänemets
Il a également ajouté qu'il s'attendait à une séparation volontaire de l'Église orthodoxe estonienne du patriarcat de Moscou de l'Église orthodoxe russe.
Au début du mois d'octobre, les fidèles de l'Église orthodoxe estonienne du patriarcat de Moscou ont lancé un appel collectif contre la position du patriarche Cyrille de Moscou et ont demandé au patriarche de Tallin et de toute l'Estonie de s'en distancier. Le 6 octobre, le synode de l'Église d'Estonie sous patriarcat de Moscou a déclaré que l'Église condamne la guerre, prie pour les Ukrainiens, mais a exprimé son incompréhension quant à la raison pour laquelle des déclarations politiques sont constamment exigées de la part de l'Église. Toutefois, le ministre Lauri Läänemets a déclaré qu'il n'était pas satisfait de la position de l'Église et qu'il attendait la condamnation directe du patriarche Cyrille.

« Nous devons nous assurer qu'aucune organisation, y compris religieuse, sur la territoire de la république d'Estonie ne soutiendra la guerre et se distanciera de la fomentation de cette guerre. Si elle ne le fait pas, c'est une position contraire et aucune organisation estonienne ne peut avoir de position contraire. C'est un problème direct de sécurité. »

— Lauri Läänemets.
Le ministre de l'Intérieur a donné au métropolite Eugène un délai de réponse jusqu'au 12 octobre. Sans réponse à cette date, le ministre a promis de proposer la révocation du permis de séjour permanent du métropolite,.
Le 12 octobre 2022, le métropolite Eugène a répondu au ministre de l'Intérieur Lauri Läänemetsi et au ministre de la Justice Lea Danilson-Jarg à la lettre du ministre du 7 octobre en déclarant que « Sur base de la foi orthodoxe, l'Église orthodoxe estonienne se déclare contre la guerre, pour la paix et la résolution pacifique de tous les conflits » et « Je ne partage pas les paroles de sa Sainteté le patriarche Cyrille, prononcées dans son sermon du 25 septembre 2022, dans lequel il déclara absous de tous leurs péchés, ceux qui sont tués dans l'exercice de leurs fonctions militaires ».
Il faut ajouter que le gouverneur de Église orthodoxe d'Estonie (patriarcat œcuménique de Constantinople) Stéphanos Charalambidis a publiquement critiqué les déclarations du patriarche Cyrille sur le conflit en Ukraine. Le 17 mars, les responsables des paroisses de l'Église orthodoxe estonienne et le Conseil des églises d'Estonie ont publié une lettre condamnant les fait que : « des milliers de personnes ont été tuées, y compris des enfants innocents, des adolescents, des vieillards ».

### Moldavie
Au début de la guerre, l'archidiocèse de l'Église orthodoxe de Moldavie a appelé à l'arrêt du « conflit armé », mais n'a pas mentionné l'armée russe ni le nom de Poutine. Au même moment, certains prêtres moldaves ont commencé à diffuser de fausses informations sur l'attaque russe contre l'Ukraine. L'archévêque du diocèse de Balti et Falesti (en), Markell (ru) est apparu lors de la fête de Pâques portant le ruban de Saint-Georges. Ce ruban a été reconnu par une loi moldave comme un symbole russe d'agression militaire interdit en Moldavie. L'Église moldave métropolitaine a rapidement annoncé que tous les cas seraient examinés et que les prêtres seraient punis conformément aux canons de l'Église,. À l'occasion de son 70e anniversaire, le métropolite Vladimir de Chișinău et de toute la Moldavie a été décoré de ordre du vénérable Séraphin de Sarov (ru).
Fin septembre 2021, le Parti libéral a proposé le retrait de l'Église orthodoxe de Moldavie du patriarcat de Moscou.
Vladimir de Chișinău et de toute la Moldavie se montre discret. Pour l'analyste Alexey Makarkine il est très expérimenté et s'efforce de se détacher de l'influence européenne dans une Église très conservatrice, tout en n'apparaissant pas comme un agent de Moscou.
En novembre 2023, l'Église orthodoxe de Moldavie rejette une demande de se rattacher canoniquement à l'Église orthodoxe roumaine plutôt qu'au patriarcat de Moscou.
En décembre 2023, plus d'une cinquantaine de paroisses moldaves ont quitté l'Église orthodoxe de Moldavie rattachée canoniquement au patriarcat de Moscou pour la métropole orthodoxe de Bessarabie, rattachée canoniquement à l'Église orthodoxe roumaine depuis le début de l'invasion de l'Ukraine.

### Autres communautés orthodoxes

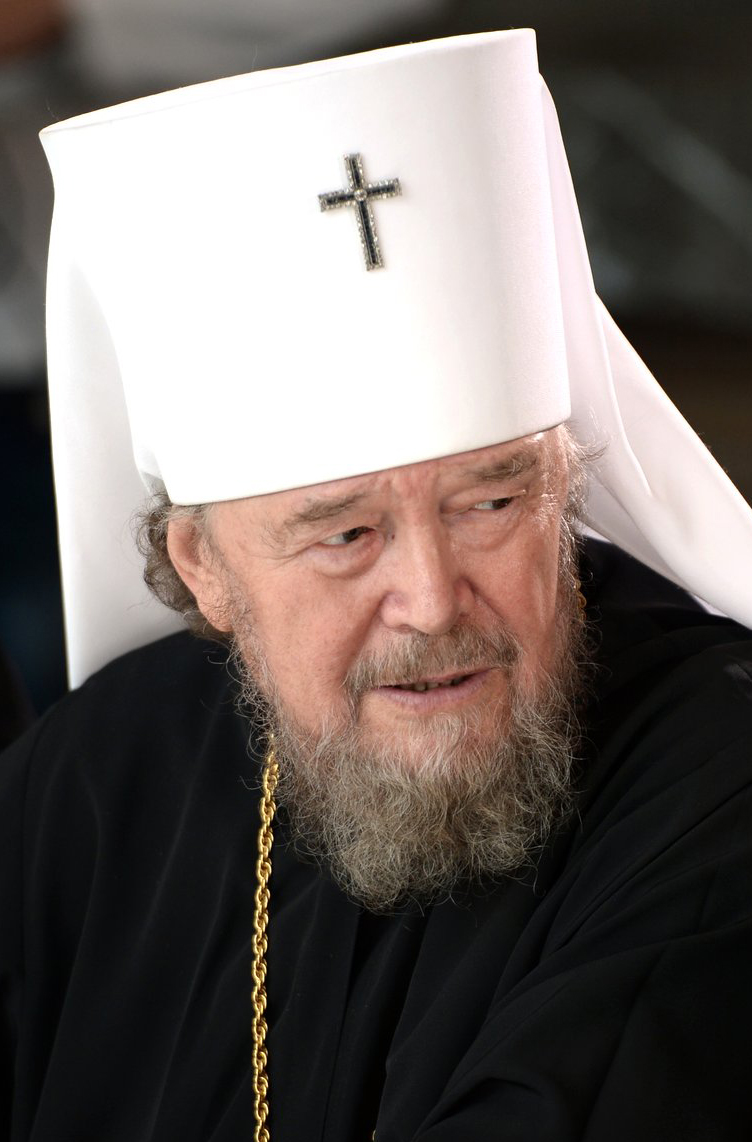
Le Métropolite de Simferopol, Lazare en 2015

La plupart des représentants des diocèses de l'Église orthodoxe russe dans le monde ont condamné l'invasion de l'Ukraine par la Russie. Le chef du Conseil œcuménique des Églises, Ioan Sauca a fait appel au patriarche Cyrille pour influencer les dirigeants militaires et politiques russes. En réponse, le chef de l'Église orthodoxe russe a déclaré que l'Occident n'avait qu'un seul objectif : affaiblir la Russie et faire des peuples frères, russes et ukrainiens, des ennemis ».
Deux jours avant le début de la guerre, l'archevêque de l'Église orthodoxe géorgienne Zinon Iaradjouli (ru), administrateur de paroisses au Royaume-Uni et en Irlande, a envoyé une lettre à l'ambassadeur d'Ukraine Vadym Prystaïko, dans laquelle il écrit :
« Nos peuples géorgiens et ukrainiens, sont bien conscients de la douleur et du sentiment d'injustice causé par l'invasion russe. Nous espérons qu'après l'expérience de 2008 avec la Géorgie et de 2014 avec l'Ukraine, la communauté internationale comprendra le danger et sera en mesure d'engager avec la Russie un maximum d'efforts diplomatiques pour empêcher l'effusion de sang innocent. »
Le 24 février, le primat de l'Église orthodoxe en Amérique, Tikhon de toute l'Amérique et du Canada s'est prononcé contre l'action militaire en cours en Ukraine :
« Je demande l'arrêt immédiat de l'action militaire et que le président Poutine mette fin à ces opérations. En tant que chrétiens orthodoxes, nous condamnons la violence et l'agression. »

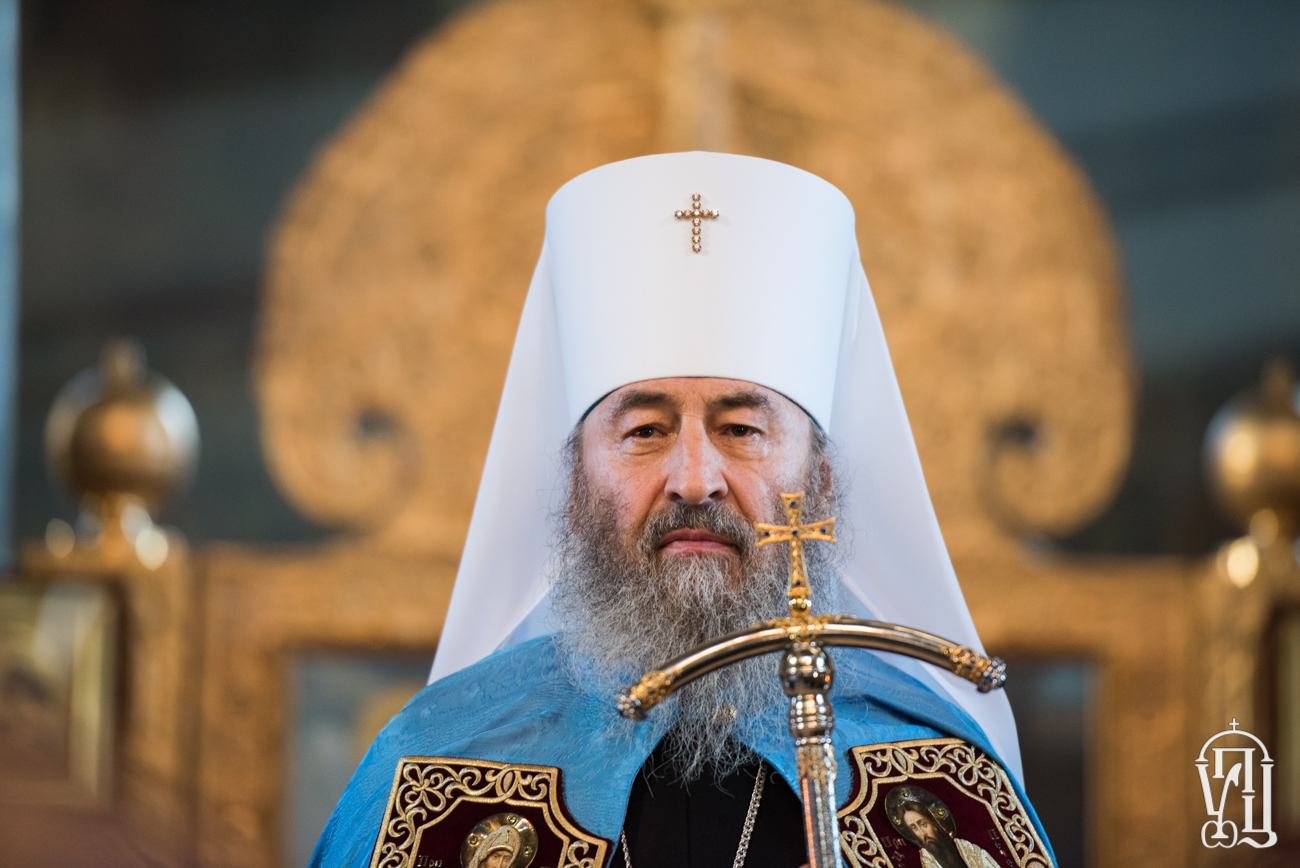
Onuphre (Berezovsky) de Kiev

Cependant, dans ce même discours, Tikhon a appelé les Ukrainiens et les Russes « frères et sœurs » (sans ajouter « dans le Christ »), n'exprimant son soutien qu'au métropolite de l'Église orthodoxe ukrainienne (patriarcat de Moscou) Onuphre, ignorant le chef de l'Église orthodoxe d'Ukraine Épiphane d'Ukraine.
Au début du mois de mars, la communauté de l'Église orthodoxe russe d'Amsterdam a rompu officiellement ses relations avec le patriarcat de Moscou et a déclaré son intention de passer au sein du patriarcat œcuménique,,,.
La paroisse de la Sainte-Croix à Udine en Italie a également annoncé son retrait du patriarcat de Moscou. Les métropolites Jean Renneteau et Sabas de Varsovie se sont adressés à Cyrille de Moscou pour qu'il élève sa voix afin de contribuer à mettre fin à l'agression contre l'Ukraine. Le chef de l'archidiocèse de Paris, le métropolite Jean, a écrit une lettre au patriarche Cyrille dans laquelle il affirme sa pleine solidarité avec l'Ukraine.
Certains diocèses de l'Église orthodoxe russe ont condamné la guerre, mais ne se sont pas ouvertement opposés à la position du patriarche Cyrille. Ainsi le patriarche de l'Église orthodoxe roumaine Daniil a appelé à trouver « la voie d'un dialogue pacifique » et a demandé la fin immédiate de la « guerre lancée par la Russie contre un État souverain et indépendant »,. L'archevêque de l'Église orthodoxe russe hors frontières Iréneï Steenberg (ru) a déclaré qu'il prierait à la fois pour les Ukrainiens et les Russes, car « l'amour de Dieu ne connaît pas de frontières politiques. Tous ont besoin de notre fervente prière, de notre amour, de nos soins; et tous les recevront. ».
Le chef de l'Église orthodoxe de Biélorussie, le métropolite de Minsk et Zaslavi Benjamin (Métropolite) (ru) a appelé le 3 mars à faire des pas l'un vers l'autre en déclarant : « Comme dans une famille ordinaire, il y a des moments d'épreuves, ainsi dans les relations des peuples frères il y des moments de conflits et de contradictions, qu'il est parfois très difficile à résoudre. Et l'ennemi de la race humaine se réjouit particulièrement, quand le frère se retourne contre le frère ».
Dans les pays occidentaux, les communautés orthodoxes sont devenues un vecteur d'influence et de renseignement de la Russie. L'Église orthodoxe russe dans le monde est restée largement fidèle à Vladimir Poutine.

## Opposition des prêtres de l'Église orthodoxe russe
Après le début de l'invasion à grande échelle de l'Ukraine, de nombreux prêtres du patriarcat de Moscou ont commencé à s'opposer à la guerre, ce qui a valu à certains d'entre eux d'avoir affaire à la répression de l'État. Toutefois, selon le spécialiste des religions Nikolaï Mitrokhine, la plupart des membres du clergé et des évêques préfèrent ne pas parler de la guerre par crainte des persécutions. Au cours des trois premiers mois, seuls deux métropolites parmi les évêques russes soutiennent ouvertement la guerre :Sergi (Fomine) (ru) de Voronej et Evgueni (Koulberg) (ru) d'Iekaterinbourg.
Contre les ecclésiastiques qui s'expriment contre la guerre, des procédures pénales et administratives sont engagées en Russie. Au début du mois de mars le prêtre Johan Bourdine de l'oblast de Kostroma s'est prononcé contre la guerre. Rapidement le message suivant a été publié sur le site web de la paroisse :

« Nous chrétiens, n'osons pas rester à l'écart, quand un frère tue un frère, quand un chrétien tue un chrétien. Ne répétons pas les crimes de ceux qui ont salué les actions d'Hitler le premier septembre 1939. Nous ne pouvons pas honteusement nous cacher les yeux et appeler noir ce qui est blanc et ce qui est le bien… Le sang des habitants de l'Ukraine restera non seulement sur les mains des dirigeants de la fédération de Russie et des soldats qui obéissent aux ordres. Leur sang est sur les mains de chacun d'entre vous qui ont approuvé cette guerre ou ont simplement gardé le silence … »

Cependant cette publication n'a duré que quelques jours. L'un des paroissiens a dénoncé Bourdine, ce qui a conduit à l'ouverture d'une procédure administrative pour discrédit de l'utilisation des Forces armées de la fédération de Russie dans le but de protéger les intérêts de la fédération et de ses citoyens. Le prêtre a été condamné à une amende de 35 000 roubles,.
En avril une procédure a été engagée contre le diacre Dmitri Baiev, qui a diffusé sur sa page VKontakte une série de messages par Telegram (application) (canal Kririk) appelant au procès de Vladimir Poutine devant la Cour pénale internationale. Rapidement une perquisition a été menée dans son appartement, et le prêtre lui-même а été placé dans une liste de personnes recherchées. Toutefois Baîev avait déjà quitté la Russie avec sa famille à cette époque,.
Au début du mois de mars, un certain nombre de clercs de l'Église orthodoxe russe ont publié un Appel des clercs de l'église orthodoxe russe demandant la réconciliation, dans lequel il est affirmé que le peuple ukrainien doit décider lui-même de son destin mais pas sous la menace d'une arme et sans pression ni côté Est ni du côté Ouest,,. Les religieux ont entre autres attiré l'attention sur la mise en détention massive de Russes pour des rassemblements anti-guerre : « Aucun appel non violent à la paix et à la fin de la guerre ne doit être violemment réprimé et considéré comme une violation de la loi, car tel est le commandement de Dieu : „Heureux les artisans de la paix “». En octobre 2022 cette lettre avait été signée par 300 prêtres.

« Nous, prêtres et diacres de l'Église orthodoxe russe, chacun de nous en son nom, lançons un appel à tous ceux dont dépend la fin de la guerre fratricide en Ukraine, pour la réconciliation et un cessez-le-feu immédiat. [...] Un jugement terrible attend chacun. Aucune autorité terrestre, aucun médecin, aucun gardien ne pourra se prémunir contre ce jugement. Soucieux du salut de chacun, qui se considère comme un enfant de l'Église orthodoxe russe, nous ne souhaitons pas qu'il se présente à ce jugement en portant le lourd fardeau des malédictions maternelles. Nous rappelons que le sang du Christ, versé par le Sauveur pour la vie du monde, sera reçu dans le saint sacrement de l'Eucharistie par ceux qui donnent des ordres meurtriers, non pas pour recevoir la vie mais bien des tourments éternels. Nous pleurons sur l'épreuve à laquelle nos frères et sœurs ont été soumis en Ukraine. »

— Lettre ouverte des ecclésiastiques de l'Église orthodoxe russe
En avril, des prêtres de l'Église orthodoxe ukrainienne du patriarcat de Moscou ont commencé à collecter des signatures pour placer le patriarche Cyrille sous le coup du tribunal ecclésiastique en raison de son soutien à la guerre en Ukraine. Parmi les accusations : prêcher une doctrine de paix russe et de crimes moraux non conforme à la doctrine orthodoxe,. Environ 400 prêtres ont signé la lettre au cours du seul mois d'avril,,,,.
Les ecclésiastiques biélorusses se sont prononcés contre la guerre en Ukraine. En raison de la menace de persécution, nombre d'entre eux ont été contraints de quitter le pays et de fermer leurs réseaux sociaux. Toutefois lorsque les hostilités militaires ont commencé en Ukraine ils ont commencé à publier des appels et des déclarations contre la guerre, à placer le drapeau ukrainien en signe de solidarité, à participer à des pétitions et à aider les réfugiés. Beaucoup d'entre eux ont également soutenu une forme ecclésiastique de protestation, les prières pour l'Ukraine. Le 26 février 2022, les croyants orthodoxes biélorusses ont envoyé une pétition au patriarche Cyrille de Moscou exigeant une action contre l'agression russe, qui a recueilli plus de 600 signatures,. La réaction de l'Église orthodoxe était déjà apparue précédemment à la guerre en Ukraine dès les manifestations de 2020-2021 en Biélorussie. Les évêques, les prêtres, et des pasteurs ont pris part aux actions de solidarité et de critique du pouvoir en place. Cependant le gouvernement biélorusse avait considérablement réprimé le mouvement de protestation et remplacé les évêques déloyaux par des serviteurs plus loyaux. Les prêtres biélorusses ont été démis de leurs fonctions, ont été perquisitionnés dans leurs appartements, et ils ont été harcelés sur les médias sociaux et étatiques.

## Réactions internationales

### Relations avec le Vatican
Le soutien public de l'Église orthodoxe russe à la guerre en Ukraine a considérablement détérioré les relations entre cette Église et le Vatican. En mai le pape François dans une interview au journal italien Corriere della Sera a parlé de sa conversation avec le patriarche Cyrille de Moscou qui s'est tenue le 16 mars 2022. Cet échange en visioconférence a duré quarante minutes. Selon le pontife, le chef de l'Église orthodoxe russe lui a tenu une conférence de vingt minutes sur les causes de l'invasion russe en Ukraine et l'a exhorté à « chercher ensemble un chemin vers la paix ». Il a été révélé par la suite que le Vatican a refusé de participer à une réunion avec le chef de l'Église orthodoxe en juin 2022.
Le pape François déclare : « Pendant les 20 premières minutes, une carte à la main, il m'a lu toutes les justifications de la guerre. J'ai écouté et je lui ai dit : je ne comprends rien à tout ça. Frère, nous ne sommes pas des clercs d'État, nous ne pouvons pas utiliser le langage de la politique, mais le langage de Jésus. Nous sommes les pasteurs du même peuple saint de Dieu. C'est pourquoi nous devons chercher des moyens de paix, arrêter le feu des armes. Le patriarche ne peut pas devenir l'enfant de chœur de Poutine. »
Le 14 septembre 2022, le pontife s'est adressé au septième congrès des chefs de religions mondiales, dans la capitale du Kazakhstan en déclarant que Dieu ne soutenait pas la guerre et en appelant à ce que la religion ne justifie pas les actions militaires. Le patriarche Cyrille a refusé de se rendre à ce congrès. En octobre 2022, le métropolite de Volokolamsk Antoni (Métropolite) (ru), titulaire de l'exarchat patriarcal en Europe occidentale a critiqué une interview dans laquelle le pape de Rome « relate de manière caricaturale » la conversation de mars avec le patriarche Cyrille. Antoni a également déclaré que les églises orthodoxes et catholiques avaient peu de communications directes.

### Critique des politiques et des sanctions
En septembre 2022, le président allemand Frank-Walter Steinmeier a déclaré que l'Église orthodoxe russe ment sciemment aux fidèles et diffuse une propagande qui justifie la guerre,,,,.
Le 31 mai, le haut représentant de l'Union pour les affaires étrangères et la politique de sécurité, désigné par ses pairs de l'UE, Josep Borrell a déclaré que le patriarche Cyrille devait être mis sur la liste noire de l'Union européenne,. Cependant, les discussions visant à ajouter le chef de l'Église orthodoxe russe à la liste des sanctions sont bloquées par la Hongrie,.
En octobre 2022 des sanctions contre le patriarche Cyrille ont été imposées par le Canada, La Grande-Bretagne, La Lituanie, les États-Unis.

## L'opposition des autorités ukrainiennes au patriarcat de Moscou
Le président Volodymyr Zelensky a tenté de se distancier de la politique de l'église, mais a admis par la suite que la structure quasi-ecclésiastique recréé par Staline en 1943 poursuivait, dans de nouvelles conditions historiques, la mission pour laquelle le dictateur avait besoin d'une telle structure : « Construire un empire au sein de l'âme ukrainienne ».

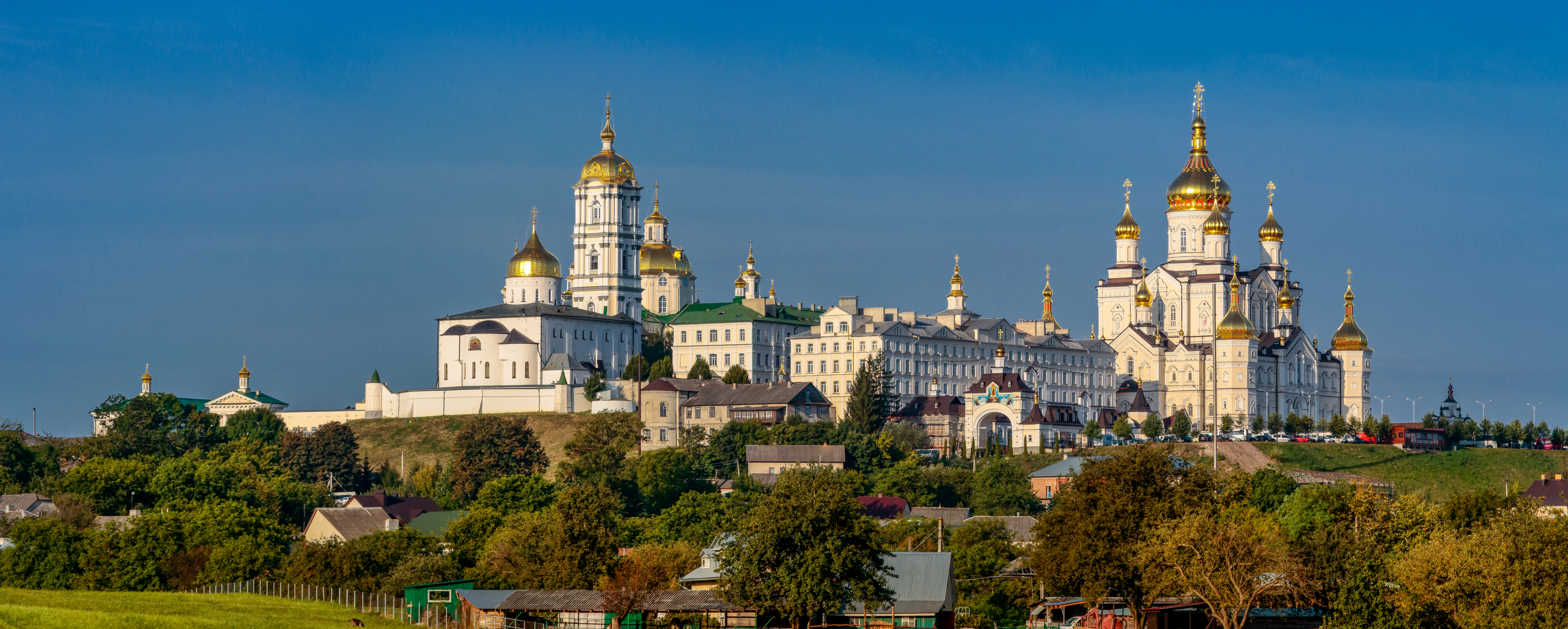
Laure de Potchaïv

À partir du 22 novembre 2022, le Service de sécurité d'Ukraine (SBU) a commencé à effectuer des perquisitions dans les installations de l'Église orthodoxe ukrainienne (patriarcat de Moscou). À la Laure des Grottes de Kiev (ou laure de Kyïv-Petchersk), le SBU a indiqué qu'un « grand nombre de documents anti-ukrainiens réalisés en fédération de Russie », contenant des preuves d'infractions pénales ont été saisis dans les appartements du métropolite. Le recteur du séminaire théologique de la Laure de Potchaïv dépendant de Église orthodoxe ukrainienne (patriarcat de Moscou) (région de Ternopil) le dénommé Job (Victor Smakouza) détenait toute une série de livres de propagande des auteurs moscovites Mikhaïl Nazarov et Viatcheslav Maniaguine tels que Au leader de la troisième Rome; La troisième Rome. La thèse du recteur Job a été écrite sous l'influence de cette littérature sur la Troisième Rome (Moscou) et est consacrée à la négation de l'intégrité de l'Ukraine et de l'identité de l'église russe de Galicie et de Transcarpatie.
La direction de l'Église orthodoxe ukrainienne (patriarcat de Moscou) déclare que toutes ces accusations sont « sans preuves et sans fondements », et que tous les évêques et les prêtres dans les territoires occupés ne sont pas des collaborateurs. Même si l'église admet qu'en se trouvant là ils « risquent leur réputation ». Le chef du diocèse de l'Église orthodoxe ukrainienne du patriarcat de Moscou, le métropolite Pantéleimon (Povorozniouk) et le recteur du monastère de Mélipol, l'archimandrite Johan Prokopenko étaient présents quand Vladimir Poutine a organisé au Kremlin une cérémonie pour officialiser l'introduction des quatre régions est de l'Ukraine au sein de la fédération de Russie et qu'il a évoqué l'apocalypse nucléaire. Lors d'une réunion du Synode du 23 novembre 2022 s'est produite la démission de plusieurs métropolites qui avaient quitté l'Ukraine et obtenu le statut de réfugiés en Russie : savoir le métropolite de Kirovograd et de Novomigorod Joasaph (Gubeni), le métropolite d'Ivano-Frankivsk Séraphim (Zaliznitski), celui d'Izioum et Koupiansk, Elissée (Ivanov); celui de Romenski et Bourenski, Josifa (Maslennikov).
Le 1er décembre, le président de l'Ukraine a approuvé la décision du Conseil national de sécurité et de défense de charger le gouvernement de préparer un projet de loi sur la cessation des activités en Ukraine « des organisations religieuses affiliées à des centres d'influence de la fédération de Russie ». Le Service d'État d'ethnopolitique et de la liberté de conscience a été chargé de l'organisation d'une expertise de la « Charte de la gestion de l'Église orthodoxe d'Ukraine » « sur la présence de liens ecclésiastiques-canoniques avec le patriarcat de Moscou ». Les sanctions du Conseil de défense et de sécurité nationale d'Ukraine s'adressaient à dix personnes - représentants du patriarcat de Moscou ou lié étroitement à ce dernier. La plupart des personnes se trouvant sur la liste se trouvent à l'étranger ou dans des territoires occupés d'Ukraine.
Fin 2022, des perquisitions ont eu lieu dans les édifices religieux des églises ukrainiennes qui ont choisi de rester sous l'autorité du patriarcat de Moscou à la tête duquel se trouve le patriarche Cyrille de Moscou. La Laure des grottes de Kiev n'a pas échappé à ces perquisitions. Un avis d'expulsion a ensuite été émis par le gouvernement ukrainien ordonnant aux religieux de la Laure de quitter le monastère le 29 mars 2023 au plus tard. Bien que l'Église orthodoxe ukrainienne (patriarcat de Kiev) ait condamné la guerre de la Russie contre l'Ukraine dès le mois de mai 2022 et ait béni les forces armées ukrainiennes, Kiev estime que l'Église reste de facto dépendante de Moscou. Le pouvoir ukrainien a dénoncé et résilié le bail qui liait l'Église ukrainienne à ce monastère au motif de « violations de règles dans l'utilisation de biens d'État ».
Le chef du monastère, le métropolite Pavol Lebid a appelé les fidèles (500 personnes dont 200 moines) à « défendre cet endroit saint ». Les autorités ukrainiennes assurent qu'il n'y aura pas d'expulsion par la force. Mais elles filtrent les entrées et sorties depuis plusieurs semaines dans le but de vérifier si les lieux ne sont pas utilisés par des groupes de sabotage et de reconnaissance pro-russe.

## Conséquences
Le soutien à la guerre en Ukraine a conduit l'Église orthodoxe russe à une véritable crise. L'Église a dû faire face à une perte d'autorité et à un isolement dans le monde chrétien, tandis que le mécontentement à l'égard de ses politiques ne cesse de croître au sein des paroisses russes et étrangères,,,. La plupart des experts s'accordent pour dire que l'une des principales conséquences de la crise sera pour l'Église orthodoxe russe la perte de sa position dominante dans le monde orthodoxe. Selon Sergueï Tchapnine (ru), la poursuite de la désintégration de cette Église est inévitable. La principale raison en est l'identification politique complète du patriarche Cyrille de Moscou avec la politique du Kremlin. L'observateur Alexandre Soldatov (ru) suggère que le patriarcat de Moscou sera excommunié des autres églises. Cyrille Govoroun (Кирилл (Говорун)) (ru) estime que l'Église orthodoxe russe pourrait s'éloigner d'une forme de gestion unitaire et revenir au schéma collégial du Saint-Synode. Selon l'expert de la London School of Economics, le christianisme en tant que religion mondiale peut se diviser davantage, acquérir une branche nouvelle : la catholicisme, le protestantisme, l'orthodoxie orientale et « le traditionalisme christien » pour désigner le patriarcat de Moscou. Ainsi, l'Église orthodoxe ukrainienne pourrait remplacer l'Église orthodoxe russe dans le monde oriental, tandis que le patriarcat de Moscou sortirait de la communion avec les autres Églises et établirait ses propres juridictions dans le monde entier. En même temps, la séparation de l'Église orthodoxe ukrainienne du patriarcat de Moscou pourrait provoquer un effet domino, quand d'autes églises demanderont leur indépendance vis-à-vis du patriarcat de Moscou,,.
À partir du 1er septembre 2023, l'Église d'orthodoxe d'Ukraine adopte le calendrier julien moderne, synchronisé avec le calendrier grégorien. La date de Noël passe donc du 7 janvier au 25 décembre.
Beaucoup d'Ukrainiens quittent l'Église affiliée au patriarcat de Moscou. Selon un sondage de février 2023, 4 % de la population s'en revendique, contre 20 % avant l'invasion. Mille des 12 000 paroisses se sont affiliées à l'Église d'Ukraine.